# Qishn

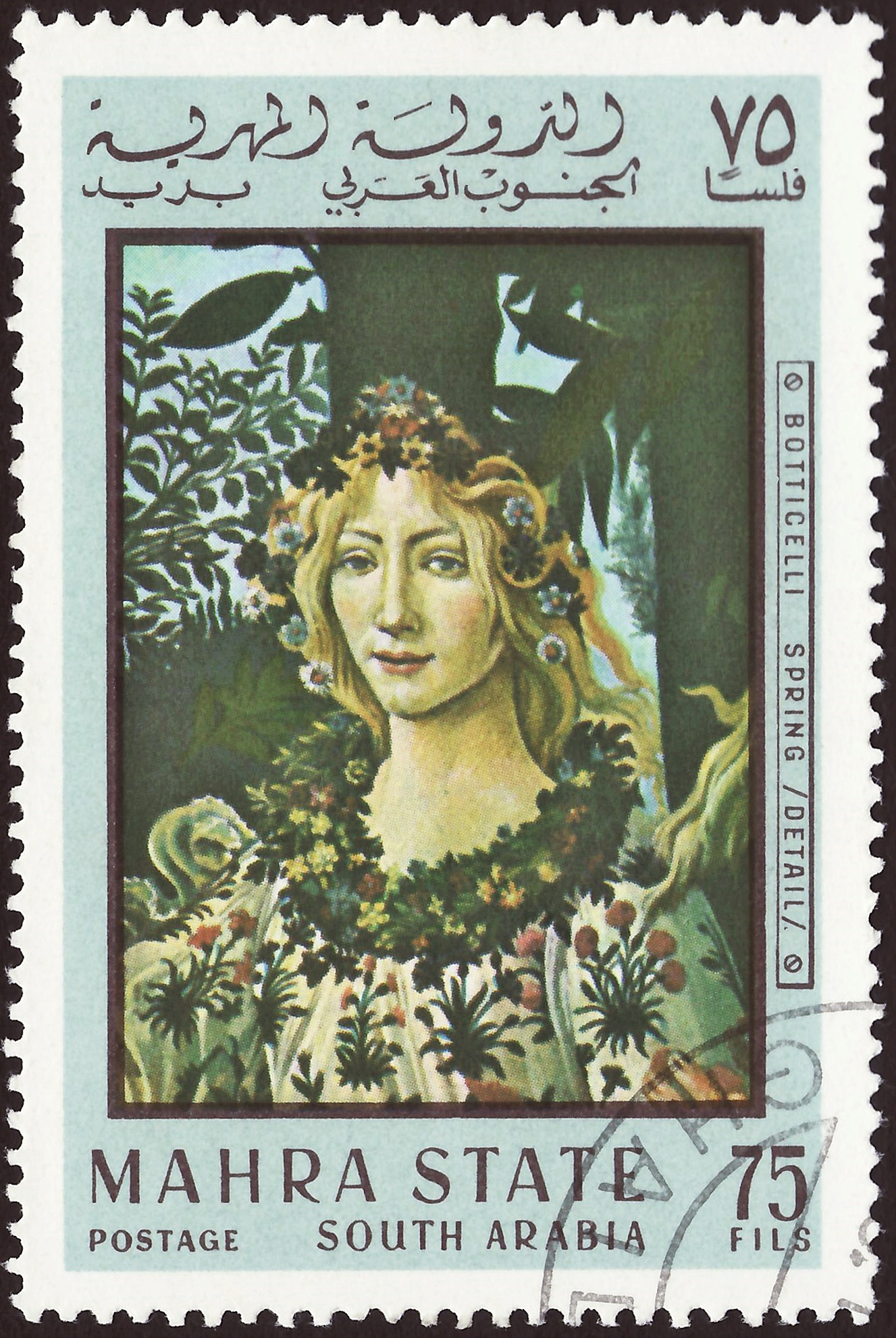
Francobollo di Mahra emesso nel 1967, l'ultimo anno di esistenza dello stato con capitale Qishn; raffigura Flora della Primavera di Sandro Botticelli, c. 1480

Qishn (in arabo قشن‎?, Qišn), è una città costiera del sud dello Yemen nel governatorato di al-Mahra, situata a circa 130 km a ovest della principale città provinciale di Al-Ghaida. È stata la capitale nella terraferma del Sultanato Mahra di Qishn e Socotra.

## Storia

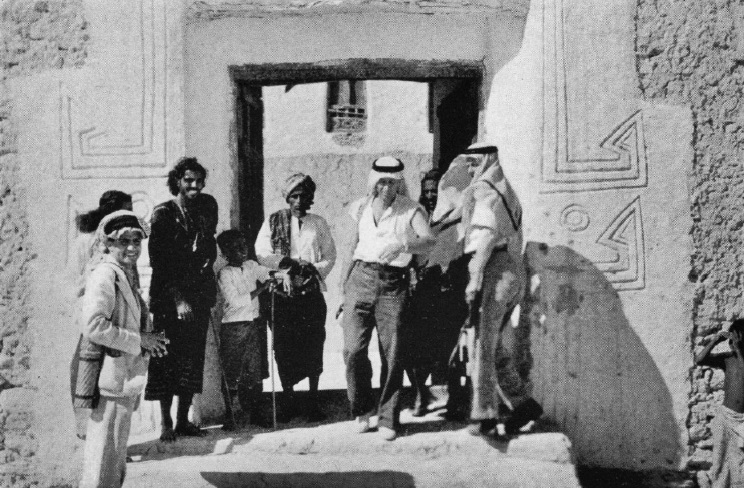
Il sultano di Qishn e Socotra al-Mahri assieme all'esploratore ed amministratore coloniale britannico W. H. Ingrams, anni 1930.

Qishn è una città situata sulla costa del Mar Arabico nel sud della Penisola Arabica, nell'attuale Yemen orientale. Storicamente, Qishn era la capitale del Sultanato di Mahra, uno stato semi-indipendente che comprendeva anche l'isola di Socotra nell'Oceano Indiano. Nonostante ciò, i sultani preferivano risiedere a Tamrida (oggi Hadību) a Socotra.
Intorno al 1295 i Mehri, una tribù dell'Arabia meridionale, persero il controllo di al-Shihr a favore dei Rasulidi dello Yemen e, sotto la pressione un secondo popolo, i Quaiti, si spostarono più a est, stabilendosi nei centri di Hasik e Qishn. Il palazzo del sultano bin Afrar, fondato nel 1297 a Qishn, divenne la nuova sede del governo.
Nel corso del XV secolo Qishn fu contesa dalle diverse tribù locali per via della sua posizione strategica. Nel 1493, all'epoca ancora poco più che un forte, Qishn fu per la prima volta attaccata dai Kathīrī, sultani di Hadramaut e nemici dei Mehri, dando inizio ad una disputa che si sarebbe protratta nei successivi decenni. Fino a quel momento presieduta dalla dinastia dei Mhōmed, verso il finire del secolo riemerse a capo del sultanato la dinastia Afrar.
Nell'aprile del 1506, una flotta di dieci navi sotto il comando di Tristão da Cunha e quattro navi sotto Alfonso de Albuquerque salpò da Lisbona, incaricata dal re Manuele I, tra le altre cose, di catturare Socotra, da cui sarebbe stato possibile stabilire una base navale strategica per bloccare l'accesso al Mar Rosso. Questa missione era una risposta all'alleanza anti-portoghese tra Venezia e l'Egitto mamelucco, che sarebbe stata sconfitta nella Battaglia di Diu nel 1509.
I portoghesi giunsero nelle coste di fronte a Suq, a Socotra, una roccaforte costruita e presieduta da una cinquantina di soldati dei Mahra di Qishn. Il forte aveva una barbacana e una torre di guardia. Cunha inviò al comandante del forte un ultimatum, offrendogli la possibilità di arrendersi pacificamente, altrimenti avrebbe attaccato il forte senza risparmiare i prigionieri. Il comandante rifiutò l'offerta di resa. I portoghesi sbarcarono divisi in due squadroni, uno guidato da Cunha e l'altro da Albuquerque, che sconfissero i Mahra dopo una dura battaglia. Cunha procedette poi verso l'India con le sue navi, mentre Albuquerque rimase sull'isola con 400 uomini e 6 navi.
Nonostante la conquista del 1507, i Mehri si riorganizzarono. Nel 1510 gli sceicchi Zwēdī della dinastia Afrari salparono da Qishn e sconfissero i portoghesi in uno scontro che costò agli europei dieci uomini. Nel 1512, i portoghesi abbandonarono definitivamente l'isola di Socotra e i Mahra vi si trasferirono nuovamente da Qishn, fondando una nuova fortezza e iniziando a emigrare sull'isola. Tra il 1522 e il 1548 Qishn subì altre sporadiche incursioni portoghesi. 
Nel 1539 il sultano dei Banu Kathiri, Badr Bu Tuwayrik, occupò Hadramaut e nel 1545, con il supporto di Turchi, Yemeniti settentrionali e Mehri della tribù Mhōmed, lanciò una grande campagna militare via terra e mare per conquistare Qishn. Sconfitti, la maggior parte dei membri della famiglia reale dei Banu Afrar fu massacrata ed i superstiti trovarono scampo a Socotra. Poiché i Kathiri erano alleati degli ottomani, gli Afrar passarono sotto la protezione dei Portoghesi, essendo questi ultimi nemici dei Turchi. Nell'aprile del 1548 gli Afrar e i Portoghesi attaccarono il forte di Qishn, allora occupato dalle truppe Kathiri. Dopo un intenso bombardamento, i Portoghesi riuscirono a riconquistare la fortezza, restituendolo ai sultani Banu Afrar.
Nel marzo del 1561, una grande nave acehnese armata con 50 cannoni e un equipaggio di 500 uomini, tra cui Acehnesi, Turchi, Arabi e Abissini, fu intercettata al largo di Qishn da una flotta portoghese composta da due galeoni e alcune fuste. Ne seguì una feroce battaglia che durò fino a notte inoltrata, durante la quale entrambe le flotte subirono gravi perdite. Le navi, compresi i galeoni portoghesi e l’imbarcazione acehnese, presero fuoco; due unità portoghesi furono distrutte e affondarono. Il giorno successivo, i Portoghesi avvistarono la nave consorte della flotta acehnese e riuscirono a costringerla allo scontro. Tuttavia, durante la notte, l’imbarcazione riuscì a fuggire. Stanchi per il combattimento, i portoghesi rinunciarono all'inseguimento riparandosi nel Mar Rosso e ponendo fine alle ostilità.
Nei decenni successivi la situazione a Qishn divenne più stabile. Il sultano della famiglia dei Banu Afrar, che era eletto dal ramo primogenito della famiglia, risiedeva tradizionalmente sull'isola di Socotra, mentre il capofamiglia del ramo cadetto fungeva da suo delegato a Qishn. La città divenne la capitale continentale del sultanato Mahra di Qishn e Socotra, conosciuto anche come sultanato dei Banu Afrar. La costruzione del castello di Qarmasi, uno degli edifici più antichi ancora esistenti a Qishn e dove era solita rifugiarsi la popolazione durante le incursioni nemiche, risale a questo periodo ed è stata voluta dall'omonimo sceicco.
Nel 1834, la Compagnia delle Indie Orientali stazionò una guarnigione a Socotra nella speranza che il sultano Mahra di Qishn e Socotra, che in quel periodo risiedeva sulla terraferma, accettasse l'offerta di vendere l'isola ai britannici. La mancanza di buoni ancoraggi si rivelò un problema tanto per i britannici quanto lo era stato per i portoghesi, e non vi era inoltre un luogo adatto per una stazione di rifornimento di carbone da utilizzare per la nuova linea di piroscafi sulla rotta Suez-Bombay. Di fronte all'inaspettato e fermo rifiuto del sultano di vendere, i britannici se ne andarono nel 1835, perdendo grazie alla conquista di Aden nel 1839 tutto l'interesse ad acquisire Socotra.
Nell'aprile del 1886 tuttavia, il sultano firmò trattati accettando la protezione britannica (anche se riguardava solo Socotra), situazione che si estese a Qishn nel maggio del 1888 e che da allora entrò a far parte del Protettorato Orientale di Aden. Durante questo periodo, il potere era nelle mani della famiglia Bin Afrar del clan del sultano regnante. Vivevano a Qishn, ma la loro autorità non si estendeva oltre la città, che nel 1947 contava solo 1 000 abitanti nonostante fosse la capitale del sultanato, né avevano alcuna influenza sulle comunità tribali sparse circostanti sui loro insediamenti.
Issa bin Ali Al Afrar, l'ultimo sultano di Mahra, assunse il governo nel 1952 e stabilì il suo quartier generale sia Qishn che sull'isola di Socotra. Il suo regno fu testimone di un periodo di pace che il sultanato non aveva mai sperimentato, nel quale non si registrarono scontri o disobbedienze. Il sultano compì inoltre diverse visite all'estero, inclusa l'Arabia Saudita. Incontrò il re Saud bin Abdulaziz Al Saud e compì l'Hajj nel 1956. Nel 1960 il Sultano inviò una delegazione studentesca in Kuwait, mentre nel 1966 inviò una seconda delegazione di studenti a Hadhramaut. Nel 1964 finanziò missioni scientifiche straniere, soprattutto britanniche, che arrivarono sull'isola per svolgere varie ricerche scientifiche nel campo della biodiversità.
Durante l'Emergenza di Aden, il 30 novembre del 1967 Qishn passò nelle mani dei rivoluzionari che proclamarono la Repubblica Popolare dello Yemen del Sud, deponendo l'ultimo sultano e decretando la fuga dei britannici. Da allora confluì nel sesto governatorato, il più orientale. Questo cambiamento avvenne a spese della città, che pagò un prezzo elevato diventando una città secondaria in un governatorato nel quale era stata per lunghi secoli la sua prima città per importanza. Privata del suo primato politico, cadde in uno stato di incuria, nel quale in particolare il Palazzo del Sultano fu demolito.
Delimitata dalla catena montuosa di Raʾs Darja ad est e da Raʾs Sharwīn a ovest, queste due ripide creste protessero Qishn dalle incursioni ostili durante l'era premoderna (con l'eccezione dell'occupazione di Kathīrī nel XVI secolo), mentre la mancanza di strade asfaltate fino al 2005 la mantennero isolata dallo sviluppo economico durante i primi tre decenni dell'epoca repubblicana. Per questo motivo, Qishn è stata una delle ultime ridotte del Partito socialista yemenita dopo la riunificazione dello Yemen.
Nonostante i suoi svantaggi geografici ed economici, Qishn gode di un’efficiente amministrazione locale e di un forte impegno a favore dell’istruzione sia per i suoi ragazzi che per le ragazze.

### Lista dei sultani di Qishn e Socotra

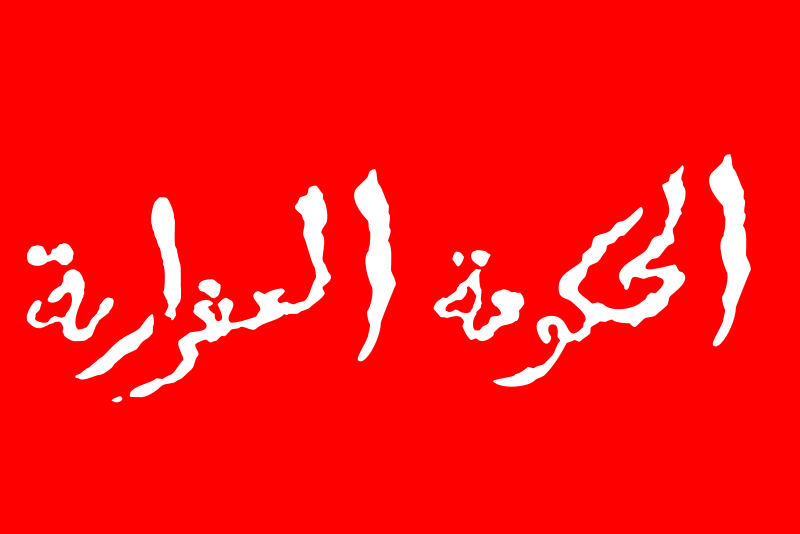
Vessillo usato dai sultani di Qishn nel XVIII secolo

I regnanti portavano il titolo di Sultan al-Dawla al-Mahriyya (Sultan Qishn wa Suqutra). I loro discendenti sono oggi politici attivi nel contesto locale. Il Sultanato di Al-Mahra fu Ininterrottamente governato dalla dinastia Afrar dal 1750 al 1967 e, nonostante fosse la capitale del sultanato, Qishn rimase solo un villaggio remoto.
- `Afrar al-Mahri (c. 1750 - 1780)
- Taw`ari ibn `Afrar al-Mahri (c. 1780 - 1800)
- Sa`d ibn Taw`ari Ibn `Afrar al-Mahri (c. 1800 - 1820)
- Sultan ibn `Amr (a Socotra) (c. 1834)
- Ahmad ibn Sultan (a Qishn) (c. 1834)
- `Amr ibn Sa`d ibn Taw`ari Afrar al-Mahri (1835 - 1845)

Bandiera usata dal sultanato di Mahra fino al 1967

- Bandiera usata dal sultanato di Mahra fino al 1967Taw`ari ibn `Ali Afrar al-Mahri (1845 - 18..)
- Ahmad ibn Sa`d Afrar al-Mahri (18.. - 18..)
- `Abd Allah ibn Sa`d Afrar al-Mahri (18.. - 18..)
- `Abd Allah ibn Salim Afrar al-Mahri (18.. - 18..)
- `Ali ibn `Abd Allah Afrar al-Mahri (1875? - 1907)
- `Abd Allah ibn `Isa Afrar al-Mahri (1907 - 1928?)
- Ahmad ibn `Abd Allah Afrar al-Mahri (1946 ? - febbraio 1952)
- `Isa ibn `Ali ibn Salim Afrar al-Mahri (febbraio 1952 - 1967)

## Economia
Sotto il dominio britannico la città era un centro di pescatori, dedito anche all'allevamento del bestiame e al commercio. Le principali esportazioni sono state tradizionalmente l'incenso, il pesce essiccato e il sale. Nel 1936, la viaggiatrice ed esploratrice Freya Stark annotò che, “...da Qishn, da 200 a 250 tonnellate [di incenso, all'anno]. Il migliore viene da Saudah, Hadhbarm e Mirbat, ed il peggiore da Qishn”.

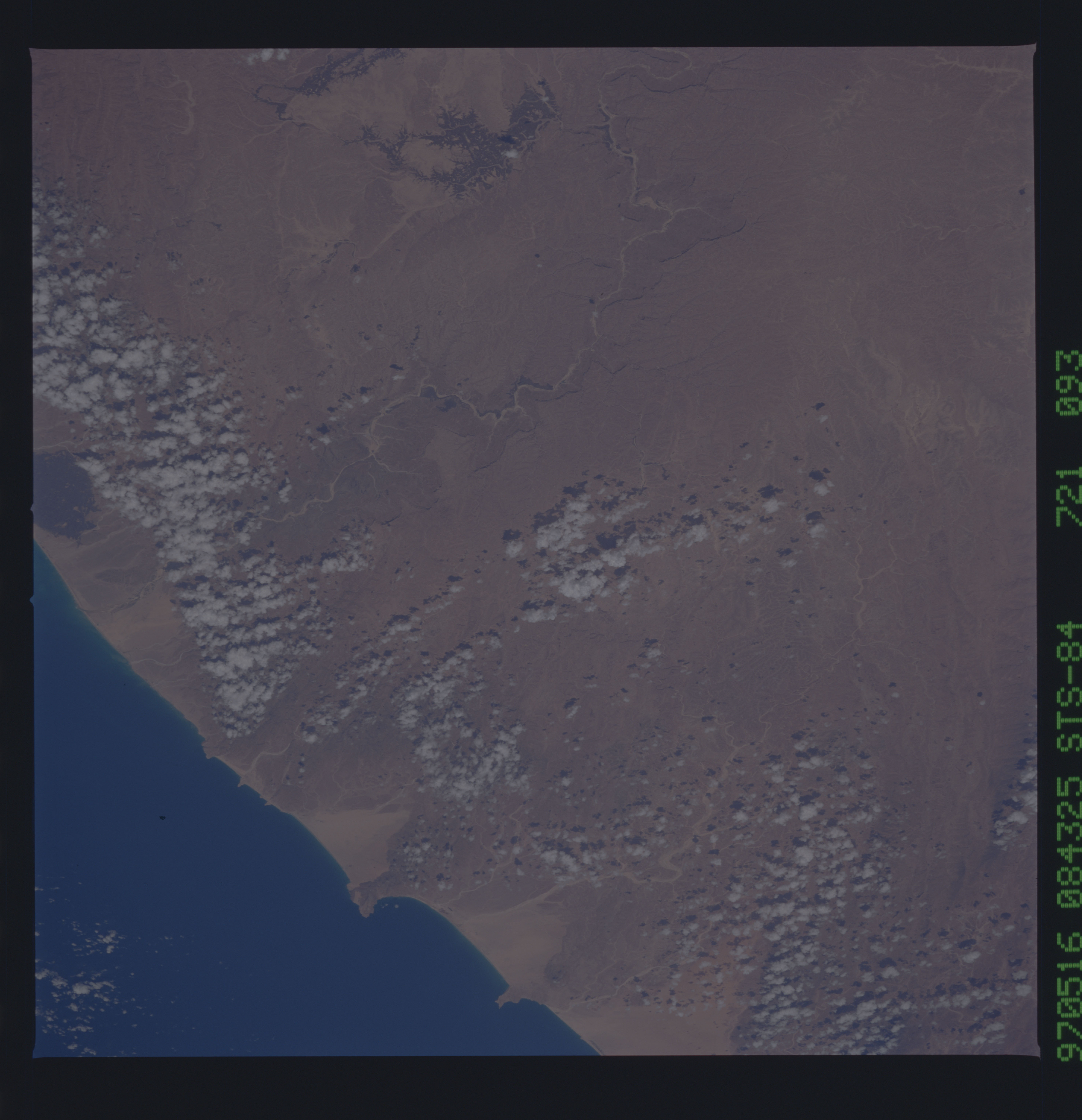
Veduta di Qishn dallo spazio, 1973

Sotto il regime comunista dello Yemen del Sud furono compiuti importanti progressi sociali, la tribalizzazione scomparve e la discriminazione di genere fu attenuata. Dopo l'unione con lo Yemen del Nord, le prospezioni petrolifere hanno dato buoni risultati e la popolazione è raddoppiata negli ultimi venticinque anni. Accanto a Qishn, sui monti Masila, nel 2003 iniziarono i lavori di esplorazione su larga scala alla ricerca di petrolio. La società Calvalley Petroleum Inc. annunciò che i primi risultati presso il pozzo Al Roidhat-1 stavano dando segni incoraggianti. Le formazioni Qishn, che sono serbatoi altamente porosi e permeabili, sono l'obiettivo principale dei pozzi nello Yemen centrale e orientale e, secondo l'interpretazione sismica di Calvalley, il campo di Al-Roidhat si estende su un'area di 8 km².
Nel 2023, l'Arabia Saudita e gli Emirati Arabi Uniti hanno tentato di prendere il controllo del porto di Qishn, tramite accordi con mercenari locali, con l'intento di trasformarlo in un porto militare chiuso per le forze degli Emirati per un periodo di cinquant'anni. Azione condannata dal Fronte nazionale del sud per la Resistenza all'invasione, in seguito alla resistenza di Sana'a e della popolazione del sud dello Yemen, questi piani sono stati contrastati.
Oggi l'economia della città si basa principalmente sulla pesca, dalla vendita di olio di pesce agli squali essiccati, sull'allevamento del bestiame, principalmente cammelli e capre, e pochissimo sull'agricoltura, per via dell'ambiente arido. Sorge inoltre un piccolo aeroporto fuori uso, l'aeroporto di Qishn, con codice aeroportuale IATA IHN e codice ICAO ODAQ.

## Territorio
Qishn si trova sulle pendici dei monti Masila, un po' lontano dalla costa dell'Oceano Indiano, è situata tra due gole dove il Uadi Hadramaut sfonda il massiccio del Masila nel suo cammino verso il mare. Qishna non ha alcun porto per ospitare navi più grandi, la costa è una lunga pianura sabbiosa ricoperta di dune. L'autostrada costiera che collega Mukkale - Qishn-Al-Ghaida - con l'Oman attraversa Qishn.
Il clima è secco. La temperatura media è di 26 °C. Il mese più caldo è maggio, con 30 °C, e il più freddo è luglio, con 22 °C. La piovosità media è di 49 millimetri all'anno. Il mese più piovoso è agosto, con 11 millimetri di pioggia, mentre il mese più secco è aprile, con 1 millimetro medio di precipitazioni.

### Natura

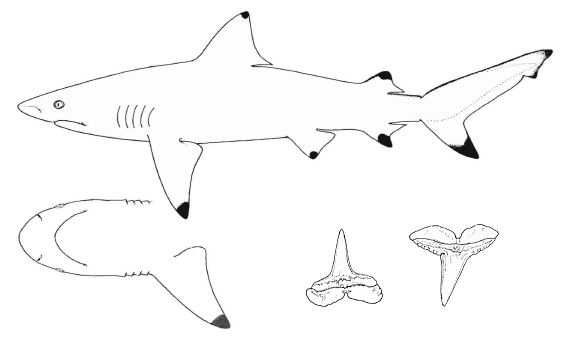
Lo squalo Carcharhinus leiodon, rinvenuto unicamente al largo delle coste di Qishn

Accanto a Qishn c'è una grande spiaggia sabbiosa lunga circa 6 km. Alla fine della spiaggia ci sono campi coltivabili con palmeti lungo i pendii, zona che è un habitat molto importante per gli uccelli. Al largo delle coste di Qishn è stato rinvenuto lo squalo dalle punte nere e dai denti lisci (Carcharhinus leiodon Garrick, 1985), una specie di squalo del genere Carcharhinus e della famiglia Carcharhinidae. Il tipo nomenclaturale è stato catturato vicino alla terraferma.
Al-Mahra è inoltre la patria del cammello Mehri, che ha svolto un ruolo fondamentale nei successi militari dell'esercito di Al-Mahra durante le conquiste islamiche dell'Egitto e del Nord Africa contro l'Impero Bizantino. Durante queste conquiste, l'unità di cavalleria di Al-Mahra introdusse il cammello Mehri nel Nord Africa, dove ora si trova diffusamente. Sono rinomati per la loro velocità, agilità e resistenza. Hanno un fisico grande ma snello e, grazie alla loro piccola gobba, sono perfettamente adatti per essere cavalcati.

## Popolazione
Secondo il censimento del 2012, a Qishn vivono 10 942 persone.
Qishn era il principale centro economico e politico di al-Mahra e ospitava regolarmente assemblee tribali. Ancora oggi, la città conserva tracce della sua antica ricchezza e prestigio, visibili nelle sue grandi case e moschee, ben arredate ma leggermente decadute, e da ciò che rimane del contado, costituito da vasti appezzamenti agricoli e palmeti da datteri, coltivati da ex schiavi. Inoltre, Qishn rappresentava il principale punto di trasferimento per le merci in transito verso e da Socotra.
Facendo eco al suo passato politicamente significativo, una generazione più anziana di Qishniti può ricordare una quantità significativa di poesia araba e Mahri relativa alle funzioni politiche e diplomatiche dello stato di ʿAfrārī. La lingua Mehri era una delle lingue parlate nel Sultanato di Afrar. Fu responsabile dell'incoraggiamento della produzione di poesia sia in arabo che in mehri, e ha contribuito a far sopravvivere fino ad oggi le tradizioni poetiche della città. A Qishn esistono in gran numero compositori e trasmettitori di poemi politici e tribali tradizionali che sono stati dimenticati altrove. Per questo motivo, gli abitanti nativi di Qishn sono comunemente considerati in tutta al-Mahra particolarmente eloquenti. I principali lignaggi tribali di Qishn sono Āl ʿAfrār, Ǧeydeḥ (Ar. Jidḥī), Ḥrēzī, Ḳamṣeyt e il mšōyekh, che fornì i suoi giudici al sultanato di ʿAfrārī.
Il 15 dicembre 2021, l'Università di Hadhramout ha annunciato l'apertura di una nuova filiale di istruzione aperta nella cittadina di Qishn. Si sono registrati 86 studenti e studentesse dei distretti di Qishn e Hat, distribuiti nella maggior parte delle specializzazioni del centro (economia aziendale - contabilità - lingua inglese - lingua araba - scienze coraniche - studi islamici - studi sociali).
Nonostante il governatorato di Al-Mahra sia stato risparmiato dalla guerra civile Yemenita, nel 2022 il Consiglio dei Volontari Giovanili di Qishn ha lanciato un progetto per distribuire abbigliamento per gli orfani, i poveri e gli sfollati, al fine di ridurre gli oneri per i bisognosi e le vedove, in coincidenza con l'avvicinarsi dell'ʻĪd al-fiṭr. Il progetto si è rivolto a 600 bambini, ai quali sono stati distribuiti vestiti già pronti, per maschi e femmine, finanziati e sostenuti da filantropi.